# Pseudouridina

pseudouridina e legame C-glicosidico

La Pseudouridina è una delle basi rare (o insolite o minori) ritrovabile nella struttura secondaria del tRNA. Il nome stesso ne dice la funzione, ovvero è una finta uridina. La differenza tra uridina e pseudouridina sta nel punto di attacco del ribosio. L'uridina forma, come le altre basi, legandosi al pentoso, un legame β-N-glicosidico con rimozione di una molecola d'acqua. Ciò significa che l'uridina impegna nel legame un atomo di azoto in posizione 1. La Pseudouridina invece forma un legame C-glicosidico con il pentoso, ciò significa che l'atomo impegnato nel legame è il Carbonio in posizione 5.